# Alicia Alfonso
Alicia Alfonso (1963) es una actriz uruguaya. 
En 2010 recibió el premio Florencio a mejor actriz de reparto.
En 2015 le fue otorgado el premio Fraternidad entregado por la filial uruguaya de la B'nai B'rith.
Contrajo matrimonio con Sergio Lazzo, y Massimo Tenuta, es madre de Mariel.